# K-410 Smoleńsk
K-410 Smoleńsk – rosyjski okręt podwodny z napędem jądrowym projektu 949A (seria: Antej, kod NATO Oscar II) przeznaczony do zwalczania dużych jednostek nawodnych, zwłaszcza zachodnich lotniskowców.

## Historia
Budowę „Smoleńska” rozpoczęto w stoczni Siewiernoje Maszynostroitielnoje Priedprijatije (Siewmasz) w Siewierodwińsku koło Archangielska w grudniu 1986 roku i ukończono w styczniu 1990 roku. Przydzielony został do Floty Północnej. Zewnętrzna warstwa zrobiona jest ze stali o wysokiej zawartości niklu i chromu. Taki stop jest odporny na korozję i ma słabe właściwości magnetyczne, co utrudnia wykrycie go przez lotnicze detektory anomalii magnetycznych (MAD) oraz czujniki min magnetycznych. Wewnętrzna warstwa wykonana jest z 5-centymetrowej grubości stali. Od 2011 roku w przechodzi on remont w stoczni Zwiezdoczka. Podczas prac remontowych rzekomo miało dojść do eksplozji. W opublikowanym komunikacie poinformowano, iż w rzeczywistości na K-410 doszło do zerwania pokrywy zaworu dennego jednego ze zbiorników balastowych okrętu. Awaria nastąpiła podczas testów systemu balastowania okrętu wykonywanych przy nabrzeżu stoczni. Nikt nie został ranny.